# 니시다테촌
니시다테촌(西館村)은 아키타현 기타아키타군에 있던 촌이다. 현재의 오다테시 남동부, 하나와선, 오기타역 남서쪽, 국도 285호 연선에 해당한다.

## 역사
- 1889년 4월 1일 - 정촌제 시행에 의해 7촌의 구역으로 성립하였다.
- 1955년 3월 31일 - 오기다정, 오쿠조촌,히가시다테촌과 합병해 히나이정이 성립해, 동일 니시다테촌은 폐지되었다.